# Gerhart von Schulze-Gaevernitz
Pour les articles homonymes, voir Schulze.
Gerhart von Schulze-Gaevernitz (né le 25 juillet 1864 à Breslau et mort le 10 juillet 1943 à Krainsdorf) est un économiste et homme politique allemand (FVg, FVP, DDP).

## Biographie
Schulze-Gaevernitz, fils de professeur de droit constitutionnel Hermann von Schulze-Gävernitz (de), étudié le droit après le lycée de Breslau, aux universités d'Heidelberg, Göttingen, Leipzig, Berlin et Moscou. Après son stage juridique à Strasbourg et Colmar ainsi que le grand examen d'État en droit, il travaille à la Norddeutsche Bank (de) à Hambourg. À cette époque, il obtient un doctorat en droit en tant qu'externe à Göttingen. Après son habilitation juridique à Leipzig, l'élève de Lujo Brentano obtient son doctorat en philosophie en 1891 avec la thèse La position de Carlyle sur le christianisme et la révolution. En 1893, il est nommé professeur agrégé d'économie à l' Université de Fribourg-en-Brisgau, où il devient professeur ordinaire en 1896 et enseigne jusqu'à sa retraite en 1923. En 1924, il est professeur invité aux États -Unis. En 1935, il rejoint les Quakers. Il est l'un des fondateurs de la Löwenberger Arbeitsgemeinschaft.
Avec sa femme Johanna Hirsch (né le 23 mai 1876 à Mannheim et mort le 28 septembre 1937 à Ascona), il a trois enfants:
- Ruth Gaevernitz (née le 12 juin 1898 à Fribourg-en-Brisgau et morte le 26 juillet 1993 à Londres) est une historienne britannique.
- Gero von Schulze-Gaevernitz (de) (né le 27 septembre 1901 à Fribourg-en-Brisgau et mort le 6 avril 1970 aux îles Canaries) est un économiste allemand.
- Margiana von Schulze-Gaevernitz (née le 5 juillet 1904 à Fribourg-en-Brisgau et morte en 1989 à Gstaad). Elle est mariée avec Edmund Stinnes (de).

## Adhésions au parti
À l'époque impériale, Schulze-Gaevernitz se présente au Reichstag pour l'Union radicale en 1898. Depuis au moins 1903, il est membre de ce parti, qui a fusionné avec le Parti populaire progressiste en 1910. Après la Première Guerre mondiale, il rejoint le Parti démocrate allemand.

## Parlementaire
Schulze-Gaevernitz est membre du Reichstag pour la 5e circonscription du grand-duché de Bade (Fribourg-en-Brisgau) de 1912 à 1918.
Lors d'un voyage à Constantinople en mars 1916, il rend compte au gouvernement du génocide des Arméniens. Il est membre de l'Assemblée nationale de Weimar en 1919/20 puisqu'il succède à Hermann Dietrich, ministre des affaires étrangères de Bade, le 12 avril 1919. C'est là que, le 5 juillet 1919, il demande en vain que le chef de l'État soit appelé "Reichswart" plutôt que "Président du Reich". Il a justifié cela par le fait qu'un président préside un organe collégial, ce que le chef de l'État ne fait pas du tout, de plus, avec cette désignation il y a le danger qu'il y ait une confusion avec la fonction du président du Reichstag. Le chef de l'État, quant à lui, avait pour mission de défendre et de garantir la Constitution, c'est-à-dire qu'il remplissait les tâches d'un gardien de la Constitution.

## Travaux
- Zum socialen Frieden. Eine Darstellung der socialpolitischen Erziehung des englischen Volkes im neunzehnten Jahrhundert. 2 Bde. Leipzig: Duncker & Humblot, 1890. (Digitalisierte Ausgabe unter: urn:nbn:de:s2w-7790).
- Der Großbetrieb – ein wirtschaftlicher und sozialer Fortschritt. Eine Studie auf dem Gebiet der Baumwollindustrie. Leipzig: Duncker & Humblot, 1892. (Digitalisierte Ausgabe unter: urn:nbn:de:s2w-7749).
- Volkswirtschaftliche Studien aus Rußland. Leipzig: Duncker & Humblot, 1899. (Digitalisierte Ausgabe unter: urn:nbn:de:s2w-7763).
- Britischer Imperialismus und englischer Freihandel zu Beginn des zwanzigsten Jahrhunderts. Leipzig: Duncker & Humblot, 1906. (Digitalisierte Ausgabe unter: urn:nbn:de:s2w-7776)
- Neubau der Weltwirtschaft. Berlin: Heymann, 1918 (Digitalisierte Ausgabe unter: urn:nbn:de:s2w-7673).
- Die deutsche Kreditbank. Tübingen: Mohr, 1922. (Digitalisierte Ausgabe unter: urn:nbn:de:s2w-7751).
- Democracy and religion. A study in Quakerism. [2. impr.] London: Allen [u. a.], 1931. (Digitalisierte Ausgabe unter: urn:nbn:de:s2w-7839).
- Zur Wiedergeburt des Abendlandes. Berlin: Runge, 1934. (Digitalisierte Ausgabe unter: urn:nbn:de:s2w-7699).

## Manuscrits
- Wirtschaftsgeschichte. § 1 - § 8. Unpubliziert. Entstanden nach 1910. (Digitalisierte Ausgabe unter: urn:nbn:de:s2w-7521).
- Finanzwissenschaft. § 12 - § 23. Unpubliziert. Entstanden 1913–1914. (Digitalisierte Ausgabe unter: urn:nbn:de:s2w-7547).